# Переліска однорічна
Переліска однорічна (Mercurialis annua L.) — вид квіткових рослин родини молочайні (Euphorbiaceae). Етимологія: лат. Mercurialis — названий на честь Меркурія, римського бога-посланця, лат. annua — «однорічний».

## Опис
Однорічна трав'яниста рослина висотою 20–50, як правило, близько 30 см, стебла голі або трохи волохаті, розгалужені від основи. Листя блідо-зелене з короткими черешками. Чоловічі та жіночі квіти на окремих рослинах. Жіночі рослини мають більш вузьке листя, ніж чоловічі. Окремішні квітки непоказні, зеленувато-жовті. Фрукти 2–3 мм, лопатеві і волохаті.
Волохаті плоди затримуються в одязі й волоссі, і рослина легко поширюється. Як правило запилюється вітром, але також відбувається запилення комахами. Рослина чутлива до морозу.

## Поширення
Північна Африка: Алжир; Єгипет; Лівія; Марокко; Туніс. Кавказ: Грузія. Західна Азія: Кіпр; Єгипет — Синай; Ірак; Ізраїль; Йорданія; Ліван; Сирія; Туреччина. Європа: Росія — європейська частина; Україна; Австрія; Бельгія; Німеччина; Угорщина; Нідерланди; Польща; Швейцарія; Албанія; Болгарія; Колишньої Югославії; Греція; Італія; Румунія; Франція; Португалія [вкл. Мадейра]; Іспанія [вкл. Канарські острови]. Натуралізований у 16-му столітті в Центральній Європі і на північ до Скандинавії. У деяких районах Північної Америки існує як неофіт. Населяє фруктові сади, гаї, плантації, горби і скелі.

## Використання
Народна медицина використовує рослину при дуже низьких дозах, як проносний засіб. Зовнішньо використовуються при ревматизмі.

## Галерея

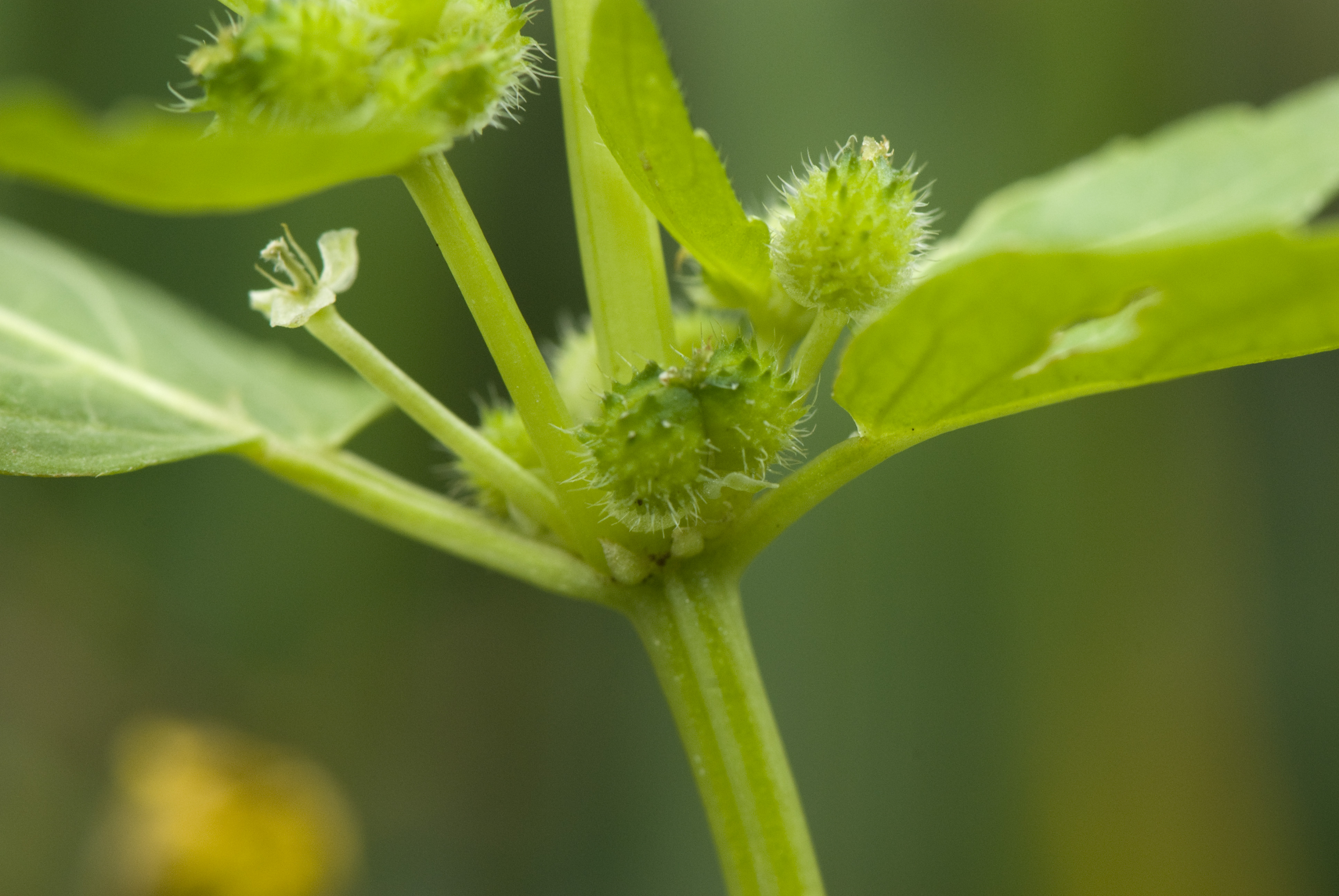
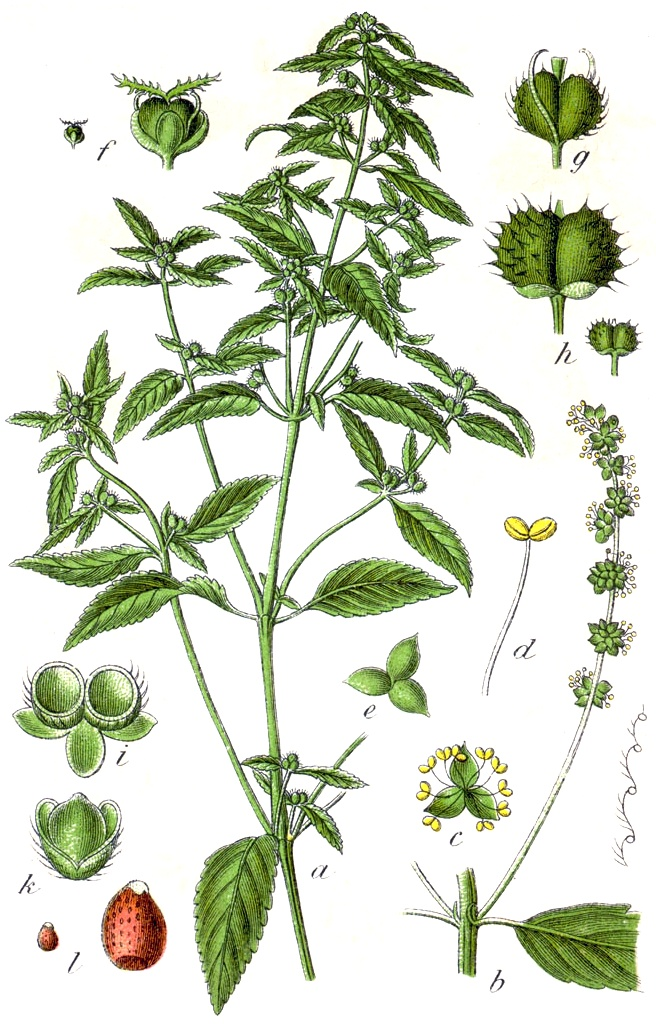
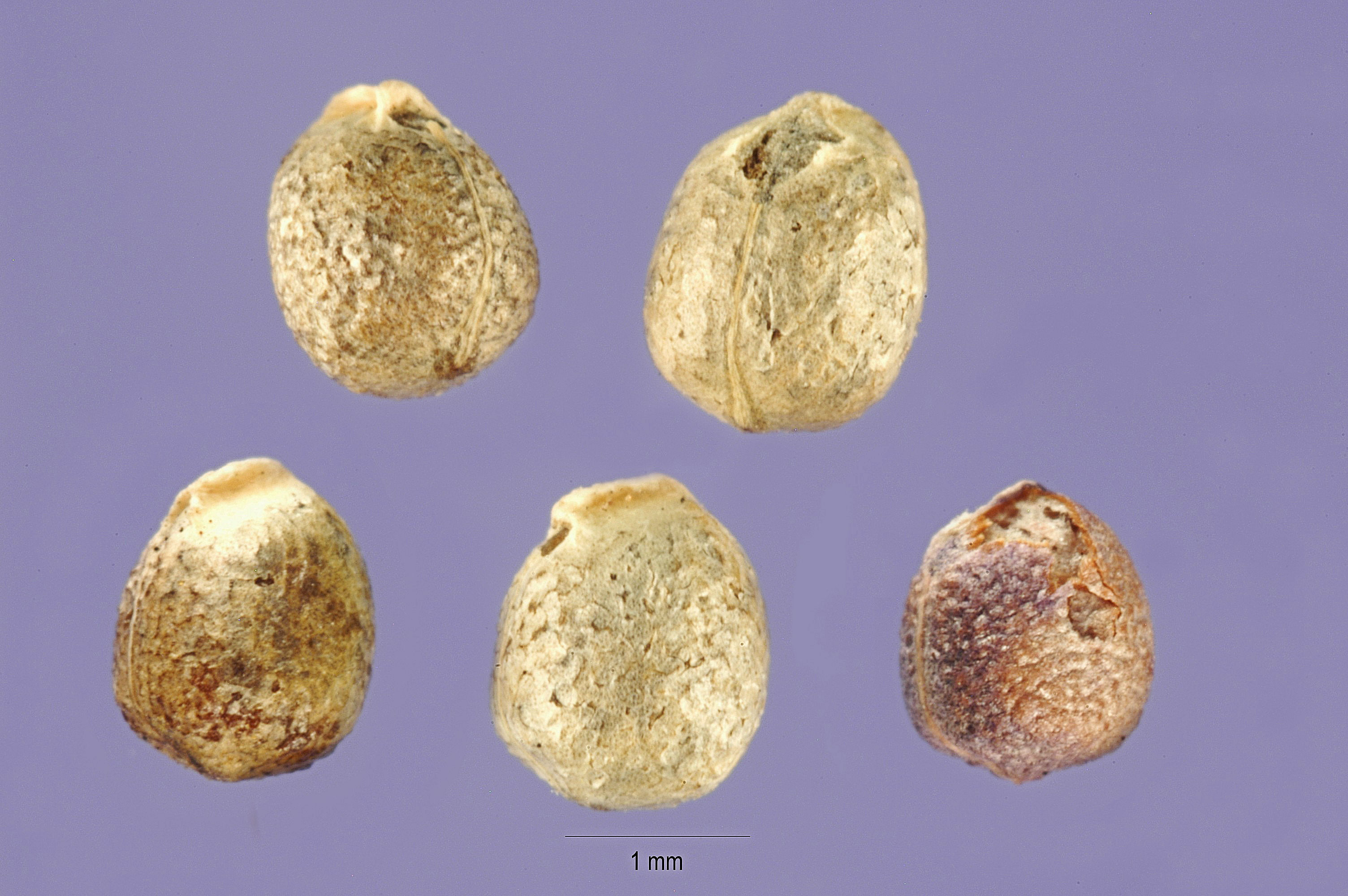